# Aleksej Kolesov
Aleksej Kolesov (Russisch: Алексей Колесов) (Oral, 27 september 1984) is een Kazachse wielrenner.

## Belangrijkste overwinningen
2004
- 4e etappe Ronde van Azerbeidzjan
- Eindklassement Ronde van Azerbeidzjan

Andrejev · Baigoedinov · Bazajev · Boesjanski · Chernisjov · Dyaçenko · Dymovskikh · Iglinski · Kolesov · Maksimov · Mizoerov · Sjestakov · Vdovinov · Wacker · Yoeda · Zverok
Abakoumov ·
Bazajev ·
Colom ·
de Kort ·
Frei ·
Goerov ·
Haselbacher ·
Iglinski ·
Ivanov ·
Jakovlev ·
Joachim · 
Kasjetsjkin (tot 31/08) · 
Kemps · 
Kessler (tot 15/07) ·
Klöden ·  
Kolesov ·
Mazet · 
Mazzoleni (tot 15/07) ·
Michajlov ·
Mizoerov ·  
Morabito ·
Moeravjov · 
Navarro ·
Rast ·
Redondo (tot 15/08) ·  
Savoldelli ·
Schär · 
Sladkov ·
Vinokoerov (tot 31/07) 
Bagdonas · Balčiūnas · Chernisjov · Dyaçenko · Dmitriev · Groezdev · Iglinski · Joemabekov · Juodvalkis · Kolesov · Kondrotas · Kruopis · Ljalko · Mochus · Navardauskas · Raimbekov · Renev · Sjoesjemoin · Tlewbajev